# Stef Stokhof de Jong
Stef Stokhof de Jong, (Soest, 28 april 1950 – Capmany, 1 april 2021) was een Nederlands beeldhouwer en textielkunstenaar uit Wijk bij Duurstede. Zijn vader was kunstschilder en glazenier Abram Stokhof de Jong (1911-1966). Zijn moeder Anna Maria Woltera (Ans) Sinnige (1911-2001) was kunstnaaldwerkster. Na zijn opleiding aan de akademie Artibus in Utrecht volgde Stokhof de Jong in die stad de steenhouwersopleiding. Hierna liep hij stage in Dallas (VS), waar hij leerde bronsgieten en ging vervolgens naar Italië waar hij met marmer leerde werken.
In 1972 vestigde hij zich als kunstenaar in Wijk bij Duurstede. Hij werkt ook meerdere maanden per jaar in zijn atelier in Spanje. Voor zijn vrije werk gebruikt hij natuursteen, brons, glas, perspex en textiel. Zijn bronzen beelden hebben een ruw oppervlakte en zijn meestal bruinoranje gepatineerd, waarbij de buitenste lijnen zijn gepolijst.
Met Wim de Kam was hij in 2014 de samensteller van het boek Beeldende kunstgeschiedenis Soest en Soesterberg voor de Historische Vereniging Soest/Soesterberg.

## Beelden in de open ruimte

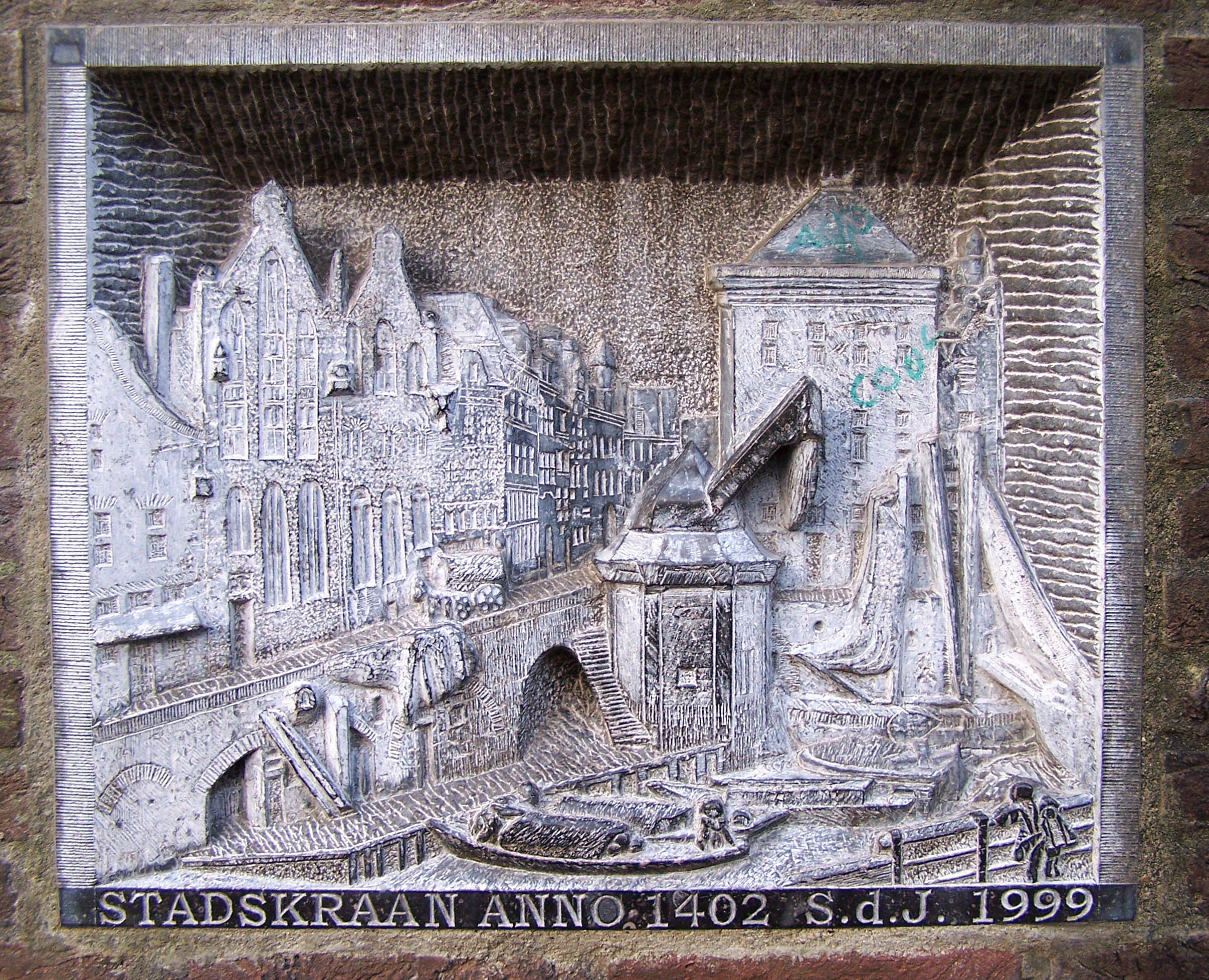
Stadskraan aan de Oudegracht in Utrecht

Stef Stokhof de Jong zette met zijn partner de schilderes Corry Oudijk de Poëzieroute in Wijk bij Duurstede op. Hierbij hakte een twaalftal dichters een kort gedicht of spreuk uit in duurzaam materiaal. Dit werk werd geplaatst in de nabijheid van historische gebouwen of plekken. De tekst van prinses Irene van Lippe Biesterfeld kreeg daarbij een plek bij de ingang van het archeologisch museum Dorestad in de Volderstraat. In opdracht maakte Stokhof de Jong meerdere grafmonumenten.
- Denkend aan Holland, gedicht van Hendrik Marsman in steen aan de Lekdijk in Wijk bij Duurstede (1999)
- D' Oude Tollesteegh-poort, driedimensionale gevelsteen in het poortgedeelte van het Louis Hartlooper Complex in de stad Utrecht (1995)
- Monument aan de Markt, plaquette aan de gevel van Markt 12, Wijk bij Duurstede (1995)
- De achttien doden, eerste strofe van het gedicht van Jan Campert (1902-1943), geplaatst in kamp Westerbork (1995), in het kader van het keienproject van de provincie Drenthe.[3]
- Monument op de Algemene begraafplaats, Wijk bij Duurstede (1994)[4]
- Zalm ter gelegenheid van het 75-jarig bestaan van het RIZA in Lelystad (1975)

## Exposities (selectie)
- 2013 - Art Gallery Popul Art, Capmany (provincie Girona), Spanje
- 2012 - Land Art Project, Catalonië, Spanje
- 1996 - 1998 - Poëzieroute, Wijk bij Duurstede
- 1994 - Jumelage Symposium, Jicin, Tsjecho-Slowakije
- 1990 - de Keukenhof, Lisse
- 1987 - Royal Academy of Arts, Londen

- RKD-Nederlands Instituut voor Kunstgeschiedenis: 75405